# Bollywood
Bollywood – umowna nazwa indyjskiego przemysłu filmowego utworzona w latach 70. ze zbitki słów Bombaj i Hollywood. Nie ma jednoznacznego twórcy tej nazwy, bowiem do miana twórcy terminu „Bollywood” pretendują cztery osoby: Amit Khanna, Bevinda Collaco, Shobhaa De oraz H.R.F. Keating.
W Indiach jednak nazwa Bollywood nie jest mile widziana. Hindusi wolą nazwy np. hindi cinema albo kino hindi-urdu, ewentualnie kino hindustani. Hindi i urdu to dwa najpopularniejsze języki w Indiach, stąd taka nazwa. Bombaj jest największym ośrodkiem produkcyjnym kinematografii indyjskiej jeszcze sprzed II wojny światowej – „...Prod. przeważnie w jęz. hindi, w największym z ośrodków, Bombaju, który zaczął się rozwijać od końca l. 20. (pierwszy f. dźw. Alam Ara w 1931...”).

## Pole znaczeniowe
Nazwa Bollywood jest używana w kilku znaczeniach jako:
- nazwa wielkiego ośrodka produkcji filmów w Bombaju, także retrospektywnie, w odniesieniu do czasów, kiedy nazwa jeszcze nie funkcjonowała. Na takiej zasadzie za klasyków Bollywood uważane są takie filmy jak Mughal-e-Azam, inne filmy Mehbooba Khana, czy Raja Kapoora,
- całej kinematografii indyjskiej, także spoza Mumbaju (Bombaju).
- rodzaj, gatunek filmów fabularnych z Indii (także z Pakistanu – np. z Lollywood), pokazujących przeważnie problemy miłosne bohaterów ze sporą ilością piosenek i barwnych scen tanecznych, stąd częste, mylne nazywanie filmów z Bollywood lub szerzej z Indii – musicalami (zobacz masala movie).

## Niektórzy twórcy Bollywood

### Reżyserzy
współcześni
- Sanjay Leela Bhansali
- Farah Khan
- Karan Johar
- Yash Chopra
- Ashutosh Gowariker
- Satish Kaushik
- Mani Ratnam
- Aditya Chopra

historyczni
- Mehboob Khan
- Bimal Roy
- Raj Kapoor
- Priyadarshan
- Hiral Sen
- Dhundiraj Govind Phalke, uważany za ojca kina indyjskiego[2]

### Choreografowie
- Farah Khan
- Edmund Ingahan

### Aktorki
- Kirron Kher
- Himani Shivpuri
- Aishwarya Rai
- Amrita Rao
- Sushmita Sen
- Kajol Devgan
- Jaya Bhaduri
- Priyanka Chopra
- Preity Zinta
- Rani Mukerji (także jako Rani Mukherjee)
- Esha Deol
- Kareena Kapoor
- Seema Biswas
- Madhuri Dixit
- Rakhi Sawant
- Bipasha Basu
- Isha Koppikar
- Juhi Chawla
- Shilpa Shetty
- Karisma Kapoor
- Twinkle Khanna
- Soha Ali Khan
- Deepika Padukone
- Tabu
- Katrina Kaif
- Anushka Sharma

### Aktorzy
- Shah Rukh Khan
- Akshay Kumar
- Aamir Khan
- Amitabh Bachchan
- Hrithik Roshan
- Abhishek Bachchan
- Salman Khan
- Manoj Bajpai
- Zayed Khan
- John Abraham
- Arjun Rampal
- Raj Kapoor
- Sunil Shetty
- Saif Ali Khan
- Uday Chopra
- Ajay Devgan
- Vivek Oberoi
- Govinda
- Muzamil Ibrahim
- Kunal Kapoor
- Irfan Khan
- Shahid Kapoor
- Ranbir Kapoor
- Sanjay Dutt
- Om Puri
- Amrish Puri
- Naseeruddin Shah
- Sidharth Malhotra
- Varun Dhawan
- Aditya Roy Kapoor
- Ranveer Singh

## Przykłady filmów Bollywood
- Czasem słońce, czasem deszcz (Kabhi Khushi Kabhie Gham, 2001)
- Devdas (2002)
- Lagaan: Dawno temu w Indiach (Lagaan, 2001) – nominowany do Oscara za najlepszy film obcojęzyczny
- Aśoka Wielki (Asoka, 2001)
- Coś się dzieje (Kuch Kuch Hota Hai)
- Jestem przy tobie (Main Hoon Na)
- Ukochana (Saathiya)
- Fanaa, część zdjęć realizowano w Zakopanem
- Gdyby jutra nie było (Kal Ho Naa Ho)
- Żona dla zuchwałych (Dilwale Dulhania Le Jayenge)
- Rebeliant (Mangal Pandey: The Rising)
- Kolor szafranu (Rang De Basanti, 2006) – oficjalny kandydat do Oscara za najlepszy film zagraniczny
- Dil Se – Z całego serca (Dil Se)
- Nigdy nie mów żegnaj (Kabhi Alvida Naa Kehna)
- Trudna droga do miłości (Salaam Namaste, 2005)
- Wyścig (Race, 2008)
- Bunty i Babli (Bunty aur Babli)
- Miłość żyje wiecznie (Mohabbatein, 2000)
- Don (2006)
- Dhoom (2004)
- Dhoom 2 (2006)
- Om Shanti Om (2007)
- Moje serce bije po indyjsku (Phir Bhi Dil Hai Hindustani, 2000)
- Mój kraj (Swades, 2004)
- Veer-Zaara (2004)
- Strach (Darr, 1993)
- Naprzód, Indie! (Chak de India, 2007)
- Węgiel (Koyla, 1997)
- Młodzieniec z Anglii i Hinduska (English Babu Desi Mem, 1996)
- Black (2005)
- Sobowtór (Duplicate, 1998)
- Sekret (Paheli, 2005)
- Blue (2009)
- Serce jest szalone (Dil To Pagal Hai, 1997)

## Wybrana literatura
- Ch. Das Gupta, The Painted Face. Studies in India’s Popular Cinema, Delhi 1991.
- T. Ganti Bollywood. A guide to popular Hindi cinema
- A. Karp Zrozumieć Bollywood, Encyklopedia Gazety Wyborczej, tom 21 (2005−2006) 2007
- E. Królikowska-Avis, Indie podbijają Zachód, „Film” 2002 nr 10
- K. Lipka-Chudzik, Bollywood dla początkujących, Warszawa 2009.
- K. Magiera, Różnorodność kina Bollywoodu, czyli bogactwo repertuarowe w rozrywkowym kinie indyjskim, „Panoptikum” nr 5 (12) 2006.
- V. Mishra, Bollywood Cinema: Temples of Desire, London-New York 2002.
- V. Mishra, Autorstwo i powab romansu, „Kwartalnik Filmowy” nr 51 (2005) – fragment powyższej książki.
- J. Pietrzak, Co Bollywood ma wspólnego z kiczem?, „Panoptikum” nr 5 (12)
- J. Pietrzak, Skąd się bierze potęga Bollywood, „Przegląd” nr 35 (2006)
- R. Smoczyński, Fabryka bogów, „Film” 2003 nr 2
- T. Szurlej, Bollywood. Indyjskie kino komercyjne, „Kwartalnik Filmowy” nr 51 (2005)
- Shashi Tharoor Bollywood Dialog 2004 Warszawa (z ang. „Show Business” 1991)